# Phyllogryllus dasos
Phyllogryllus dasos är en insektsart som beskrevs av Otte, D. 2006. Phyllogryllus dasos ingår i släktet Phyllogryllus och familjen syrsor. Inga underarter finns listade i Catalogue of Life.